# タルノブジェク共和国

タルノブジェク共和国
Republika Tarnobrzeska  (ポーランド語)

タルノブジェクの街

タルノブジェク共和国（ポーランド語: Republika Tarnobrzeska, IPA: [rɛpuˈblika tarnɔˈbʐɛska]）は、1918年11月6日にポーランドのタルノブジェクで建国された短命な国家で、その主な創設者は、社会主義者のトマシュ・ダンバルとローマ・カトリックの司祭であるエウゲニウシュ・オコンの2人である。
共和国の構想は、1918年秋に連日行われた農民の大規模なデモに端を発している。タルノブジェクはオーストリア帝国（ガリツィア・ロドメリア王国）の一部であったため、その解体により政治的不安が生じた。11月6日、約3万人によるデモが行われた後、地元の農民たちはそれに乗じて権力を掌握することにした。
ロシア革命のニュースがタルノブジェクに伝わると、社会主義者たちは共産主義の思想に従うことを決意した。彼らは、資本主義政府の清算と、金持ちの所有者から土地を取り上げて貧しい農民に与えるという土地改革の導入を要求した。また、オコンやダンバルの指導のもと、農民たちは地方行政や農民の民兵を組織するようになった。
タルノブジェク共和国は、1919年の初めにできたばかりのポーランド軍によって制圧された。オコンは逮捕されたが、すぐに釈放され、地元の人々は彼をポーランド議会に選出した。